# Liste des rois taïfa de Saragosse
Ceci est une liste des rois taïfa de Saragosse, qui se sont maintenus à la tête du royaume de taïfa de Saragosse, depuis sa fondation, en 1013, par les Toujibides, à sa destruction par les Almoravides en 1131.

## DynastieToujibide(1018-1038)
- al-Mundir ibn Yahya (en) ou al-Mundir Ier, qui porta le surnom honorifique d’al-Mansur : 1013-1021/2 ;
- Yahya ibn al-Mundhir (en) ou Yahya, qui porta le surnom honorifique d’al-Muzaffar : 1021/2-1036 ;
- al-Mundir ibn Yahya ou al-Mundir II, qui porta le surnom honorifique de Mu'izz al-Dawla : 1036-1038/9 ;
- Abdallah ibn Hakam (en) ou Abdallah, qui porta le surnom honorifique d’al-Hayib : 1039.

## DynastieHoudide(1038-1110)
- Sulayman ibn Muhammad ou al-Musta'in Ier, qui porta le surnom honorifique d’al-Musta'in : 1039-1047 ;
- Ahmad ibn Sulayman ou Ahmad Ier al-Muqtadir, qui porta le surnom honorifique d’al-Muqtadir et fils du précédent : 1047-1081 ;
- Yusuf ibn Ahmad ou Yusuf al-Mutaman, qui porta le surnom honorifique d’al-Mutaman et fils du précédent : 1081-1085 ;
- Ahmad ibn Yusuf ou Ahmad II al-Musta'in II, qui porta le surnom honorifique d’al-Musta'in et fils du précédent : 1085-1110 ;
- Abdelmalik ibn Mustain ou Abdelmalik, qui porta le surnom honorifique d’Imad al-Dawla et fils du précédent : 1110-1130 ;
- Ahmad ibn Abdelmalik ou Ahmad III, qui porta le surnom honorifique de Saïf ad-Dawla et fils du précédent : 1130.

## Gouvernement almurabit (1110-1118)
- Mohammed ben el-Hadj (1110-1115).
- Ibn Tifilwit (1115-1117).